# Anthemurgus
Anthemurgus is een geslacht van vliesvleugelige insecten uit de familie Andrenidae

## Soorten
- A. passiflorae Robertson, 1902